# Provincia Qaraǵandy
Qaraǵandy (cu alfabet chirilic Қарағанды облысы) este o provincie situată în centrul Kazahstanului, având capitala la Qaraǵandy.

## Date geografice
Provincia se întinde pe o suprafață de 	428.000 km², are în 2006, 1.375.000 loc. cu densitatea de 3 loc/km². Aproape tot teritoriul provinciei este ocupat de ținutul muntos Saryarka (Pragul Kazah) numai în sud se află platoul numit "Stepa Foamei" (Betpak-Dala) iar la sud-vest deșertul Muiunkum. Pe teritoriul raioanelor de nord se întinde o regiune de stepă și semideșert. Regiuni învecinate de la nord sunt Kostanai, Akmola și Pavlodar; la est Kazahstanul de Est;  la sud Almaty, Șambyl, Kazahstanul de Sud și Kysylorda, iar la vest Aktebe.
Cel mai înalt munte din provincie este Aksorantau cu altitudinea de 1.566 m deasupra n.m.
Râurile mai importante sunt:
- Sarîsu  (800 km)
- Nura (978 km)
- urmează după lungime: Scherubai-Nura, Kara-Kengir, Kulskutpes și Tokrau, ele seacă frecvent vara, numai Nura curge tot anul.

Pe teritoriul provinciei sunt două lacuri mai mari Lacul Balhaș (18.000 km²) și Tengi.